# Копанце
Копанце (мкд. Копанце) је насеље у Северној Македонији, у северном делу државе. Копанце припада општини Јегуновце.

## Географија
Насеље Копанце је смештено у северном делу Северне Македоније. Од најближег већег града, Тетова, насеље је удаљено 19 km североисточно.
Копанце се налази у доњем делу историјске области Полог. Насеље је положено на североисточном ободу Полошког поља. Југозападно од пружа се поље, а источно се издиже Жеден планина. Вардар протиче западно од насеља. Надморска висина насеља је приближно 390 метара.
Клима у насељу је умерено континентална. 

## Становништво
Копанце је према последњем попису из 2002. године имало 1.059 становника.
Претежно становништво у насељу су Албанци (71%), а у мањини су етнички Македонци (28%).
Већинска вероисповест је ислам, а мањинска је православље.